# Snøskalkhausen Peak
Snøskalkhausen Peak är en bergstopp i Antarktis. Den ligger i Östantarktis. Norge gör anspråk på området. Toppen på Snøskalkhausen Peak är 2 650 meter över havet, eller 230 meter över den omgivande terrängen. Bredden vid basen är 2,3 km.
Terrängen runt Snøskalkhausen Peak är platt åt sydväst, men åt nordost är den kuperad. Trakten är obefolkad. Det finns inga samhällen i närheten. 